# BMW R17

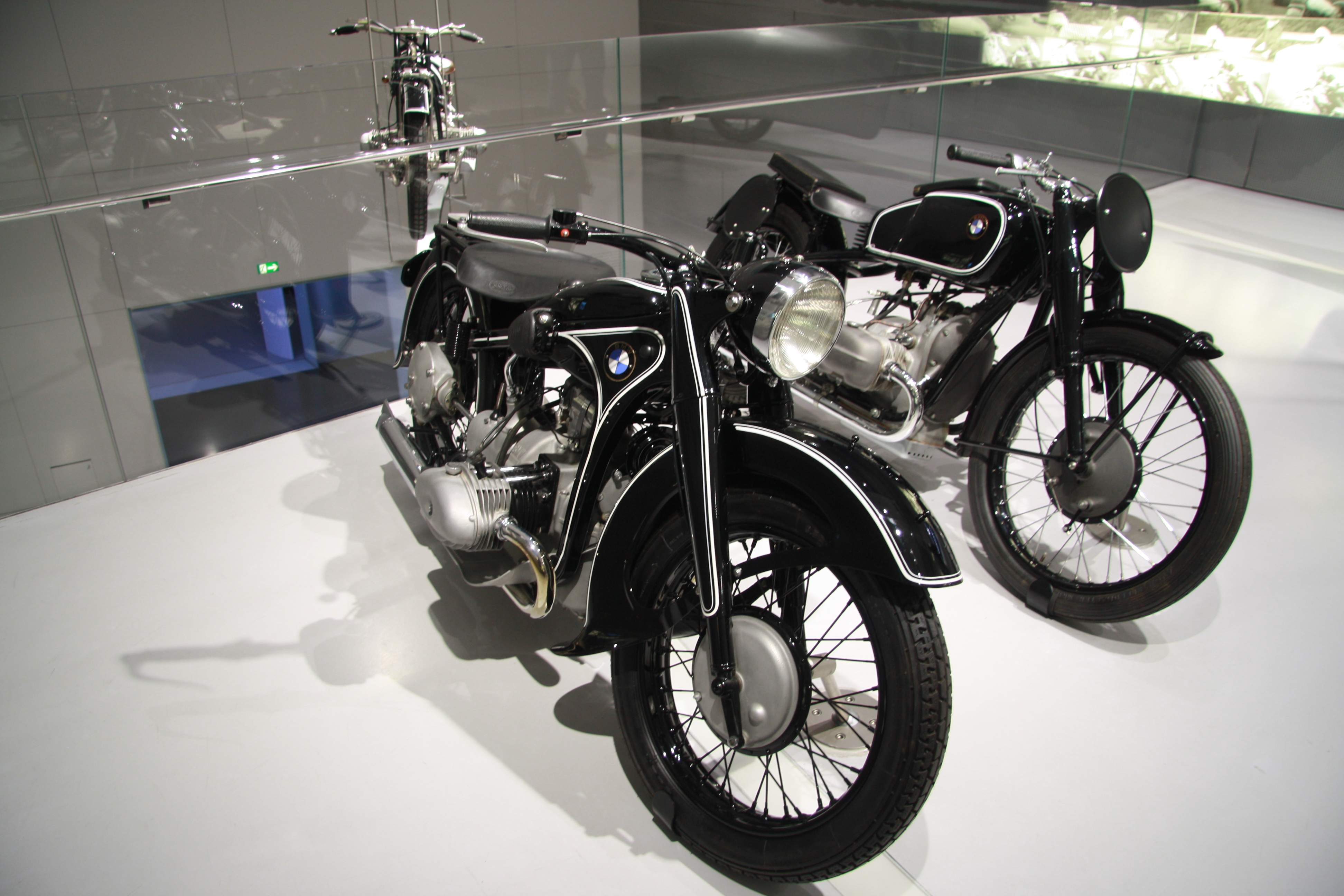
BMW R 17

De BMW R 17 is een motorfiets van het merk BMW.
In 1934 introduceerde BMW de opvolgers van de R 11 (toermodel) en R 16 (sportmodel). Dit waren de R 12 en de R 17.
Nog steeds paste men hier twee principes op toe:
- Er werden steeds kleine series van één toermodel met zijklepmotor en één sportmodel met kopklepmotor uitgebracht
- Er werd gewerkt volgens het "Baukastensystem", waardoor zo veel mogelijk onderdelen uitwisselbaar waren.

Beide machines waren voorzien van een geklonken plaatframe, dat desondanks tamelijk slank was vormgegeven. Ook de voorvork was van gevouwen plaatstaal, maar het was nog steeds een schommelvoorvork met bladvering. Het vermogen van de R 17 was ten opzichte van zijn voorganger flink gestegen: van 24 naar 33 pk. Het was dan ook de snelste puur Duitse motorfiets van vóór de Tweede Wereldoorlog (andere - ook Duitse - merken die Britse JAP -V-twins toepasten leverden snellere modellen, maar waren uiteraard niet puur Duits). Op de R 12 en R 17 werd voor het eerst een telescoopvork toegepast. Volgens velen de eerste in serie geproduceerde telescoop ter wereld, maar het kleine Deense merk Nimbus had enkele maanden eerder een ongedempte telescoopvork in de markt gezet. De BMW-vork had echter wel hydraulische schokdempers. De Nimbus vork was ongedempt.
In 1938 kreeg de R 17 feitelijk twee opvolgers in het sportieve segment: de 500cc R 51 en de 600cc R 66.

## Technische gegevens
| Periode         | 1934-1937                              | 1934-1937                              | 1934-1937                              |
| Categorie       | sportmotor                             | sportmotor                             | sportmotor                             |
| Motortype       | kopklepmotor                           | kopklepmotor                           | kopklepmotor                           |
| Bouwwijze       | langsgeplaatste tweecilinderboxermotor | langsgeplaatste tweecilinderboxermotor | langsgeplaatste tweecilinderboxermotor |
| boring          | 83 mm                                  | 83 mm                                  | 83 mm                                  |
| slag            | 68 mm                                  | 68 mm                                  | 68 mm                                  |
| Cilinderinhoud  | 735,8 cc                               | 735,8 cc                               | 735,8 cc                               |
| Max. Vermogen   | 24 kW/33 pk                            |                                        |                                        |
| Topsnelheid     | 150 km/h                               | 150 km/h                               | 150 km/h                               |
| Aandrijving     | as                                     | as                                     | as                                     |
| Rijwielgedeelte | dubbel wiegframe, plaatframe           | dubbel wiegframe, plaatframe           | dubbel wiegframe, plaatframe           |
| Drooggewicht    | ca. 130 kg                             | ca. 130 kg                             | ca. 130 kg                             |
| Voorganger      | R 63                                   | R 63                                   | R 63                                   |
| Opvolgers       | R 51 en R 66                           | R 51 en R 66                           | R 51 en R 66                           |